# Loretto (Minnesota)
Loretto város az USA Minnesota államában, Hennepin megyében. Lakosainak száma 646 fő (2020. április 1.).

## Története
Lorettót 1886-ban német és holland bevándorlók alapították. Az első polgármester Albert Van Beusekom volt.
2010-ben Kent Kochot választották meg polgármesternek, aki a St. Cloud Állami Egyetem baseballcsapatában játszott, ő lehetett az egyetlen egyetemista az országban, aki egyben polgármester is lett.

## Népesség
A település népességének változása:

| 2010 | 650 |
| 2020 | 646 |